# 白人骄傲

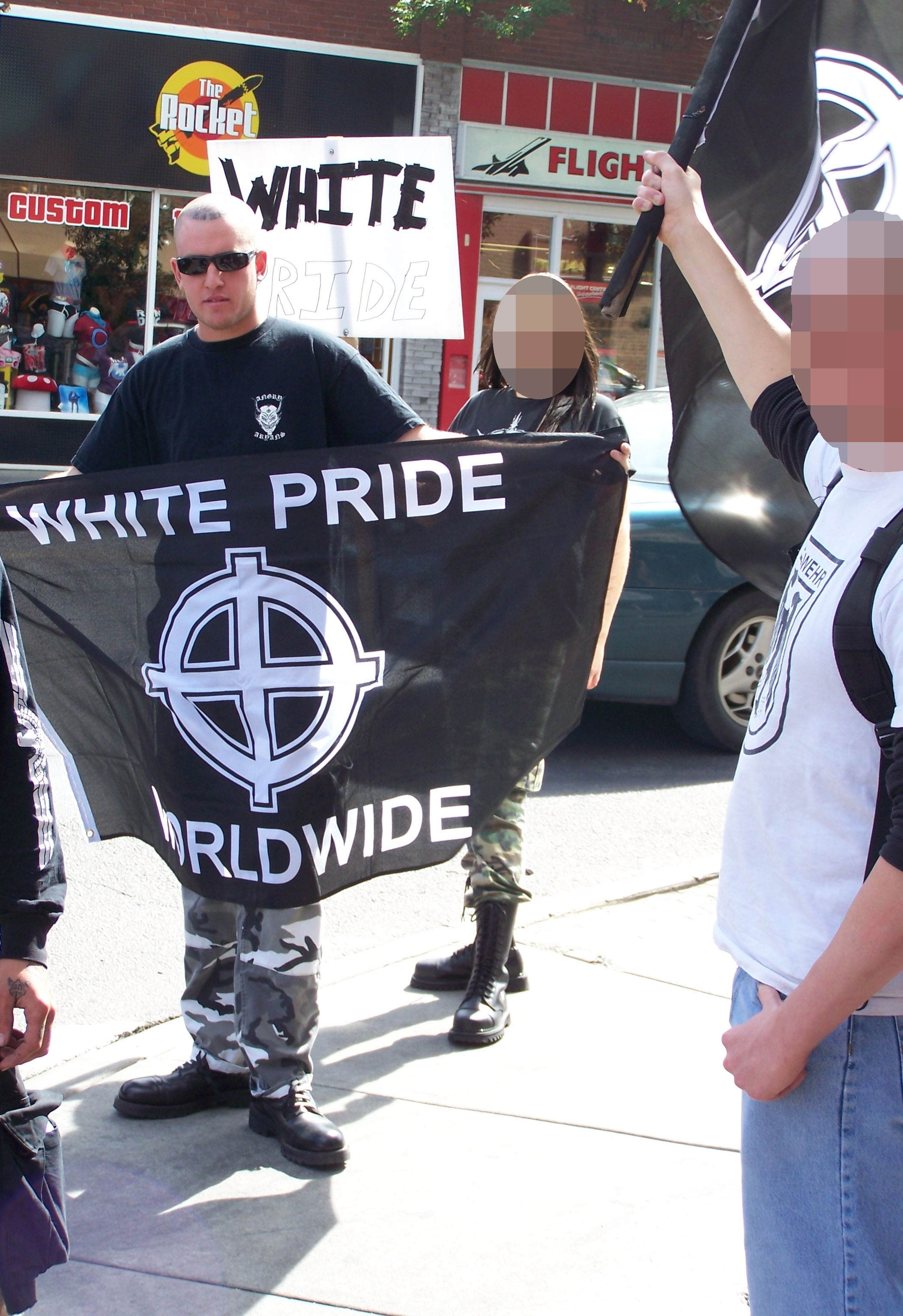
一名雅利安衛隊成員舉著寫有全球白人驕傲的凯尔特十字旗

白人骄傲是主要由白人優越主義者、白人民族主義者、法西斯主义者、新納粹主義者所用的种族主义口號。 例如Stormfront上的用戶就經常用這個口号。